# Stazione di Castello d’Annone
Stazione di Castello d'Annone vasútállomás Olaszországban, Castello di Annone településen.

## Vasútvonalak
Az állomást az alábbi vasútvonalak érintik:
- Torino–Genova-vasútvonal

## Kapcsolódó állomások
A vasútállomáshoz az alábbi állomások vannak a legközelebb:
- Stazione di Asti
- Stazione di Rocchetta Tanaro-Cerro